# Esperanza (Masbate)
Esperanza é um município de  quinta classe de renda municipal (d) na província Masbate, nas Filipinas. De acordo com o censo de 1 de maio  de  2020 possui uma população de 17 534 pessoas e 4 306 domicílios.